# Lars Koltermann
Lars Koltermann (* 25. September 1972) ist ein deutscher Rudertrainer, Sportfunktionär und Rechtsanwalt und Notar.
Der promovierte Jurist betreibt eine Anwaltskanzlei im schleswig-holsteinischen Friedrichstadt. Daneben ist er Trainer bei der Friedrichstädter Rudergesellschaft von 1926. Dort trainiert er unter anderem den Welt- und Europameister und Olympiateilnehmer Lars Hartig. 2012 war Koltermann offizielles Delegationsmitglied des Deutschen Olympischen Sportbundes bei den Olympischen Spielen in London als Trainer für die Ruderwettkämpfe. Seit 2003 ist er stellvertretender Vorsitzender des Landesruderverbandes Schleswig-Holstein und seit 2012 im geschäftsführenden Vorstand der Friedrichstädter Rudergesellschaft. Zudem ist er Mitglied im Fachausschuss Leistungssport des Deutschen Ruderverbandes.    Im Frühjahr 2017 wurde Lars Koltermann zum Leiter des Bundesstützpunktes Ratzeburg/Hamburg berufen.
Am 24. März 2014 wurde er für seine Verdienste um den Sport mit der Sportplakette des Landes Schleswig-Holstein ausgezeichnet.

## Erfolge als Trainer
- 2009: Weltmeister U-23 Leichtgewichts-Doppelzweier
- 2011: Weltmeisterschaft, 4. Platz im Leichtgewichts-Doppelzweier
- 2012: Olympische Spiele London, 6. Platz im Leichtgewichts-Doppelzweier
- 2013: Europameisterschaft, 3. Platz im Leichtgewichts-Einer
- 2013: Weltmeisterschaft, 5. Platz im Leichtgewichts-Doppelzweier
- 2014: Europameisterschaft: 2. Platz im Leichtgewichts-Doppelzweier
- 2014: Weltmeisterschaft: 2. Platz im Leichtgewichts-Einer